# گوگریال
گوگریال (به لاتین: Gogrial) یک شهر در سودان جنوبی است که در ایالت واراب واقع شده‌است.

## خصوصیات
گوگریال  ۴۴٬۶۰۰ نفر جمعیت دارد و ۳۹۷ متر بالاتر از سطح دریا واقع شده‌است.